# Aéroport d'Ilorin

L'aéroport d'Ilorin (code IATA : ILR • code OACI : DNIL) est un aéroport desservant Ilorin, la capitale et la ville la plus peuplée de l'État de Kwara. 
Des vols intérieurs desservent Abuja et Lagos. 

## Situation
| Uyo Katsina Owerri Asaba Kaduna Maiduguri Port · Harcourt Int. P. Harcourt · Ville Kano Lagos Abuja Sokoto Enugu Akure Bauchi Benin Dutse Ibadan Ilorin Jalingo Makurdi Calabar Warri Jos Yola |

## Compagnies et destinations
| Compagnies       | Destinations                             |
| ---------------- | ---------------------------------------- |
| Air Peace        | Abuja-N. Azikiwe, Lagos-Murtala Muhammed |
| Arik Air         | Abuja-N. Azikiwe                         |
| Overland Airways | Abuja-N. Azikiwe, Lagos-Murtala Muhammed |

Édité le 18/03/2023